# Soslan Kcojev
Soslan Kcojev (Kcojty) (* 7. října 1982 Beslan) je ruský zápasník osetské národností.

## Sportovní kariéra
Zápasení se věnoval od 8 let v rodném Beslanu pod vedením Chazbije Bugulova. V 18 letech šel studovat na vysokou školu do Vladikavkazu a zároveň se připravoval pod vedením Chasana Apajeva v klubu Spartak. V ruské volnostylařské reprezentaci se prosadil po skončení studií v roce 2009 ve váze do 84 kg. V roce 2012 však neuspěl v ruské nominaci na olympijské hry v Riu a vzápětí vypadl z užšího výběru reprezentaci.

## Výsledky
| Turnaj             | 2009 | 2010 | 2011 | 2012 |
| Turnaj             | 27   | 28   | 29   | 30   |
| Turnaj             | -84  | -84  | -84  | -84  |
| ------------------ | ---- | ---- | ---- | ---- |
| Olympijské hry     |      |      |      | —    |
| Mistrovství světa  | —    | 3.   | —    |      |
| Mistrovství Evropy | 1.   | —    | —    | —    |